# Thiên Toàn
Thiên Toàn (chữ Hán giản thể: 天全县, Hán Việt: Thiên Toàn huyện) là một huyện thuộc địa cấp thị Nhã An, tỉnh Tứ Xuyên, Cộng hòa Nhân dân Trung Hoa. Huyện này có diện tích 2394 km2, dân số năm 2002 là 140.000 người.
Huyện này được chia ra thành các đơn vị hành chính gồm 2 trấn, 20 hương:
- Trấn: Thành Tương, Thủy Dương.
- Hương: Thanh Thạch, Thủy Hà, Tư Kinh, Ngư Tuyền, Đại Hà, Sài Thạch, Lưỡng Lộ, Đa Công, Đại Bình, Hòa Nguyên, Nhạc Anh, Nhân Nghĩa, Lão Trường, Vĩnh Thịnh, Tân Hoa, Đại Trại, Tân Trường, Tiền Dương, Hưng Nghiệp, Đồng Hán